# Kristyánné Aknai Erzsébet
Kristyánné Aknai Erzsébet (Pestszenterzsébet, 1949. október 22. –) magyar pedagógus, politikus, országgyűlési képviselő.

## Életpályája

### Iskolái
Az általános és a középiskolát Budapesten végezte, 1968-ban érettségizett a Bagi Ilona Leánygimnáziumban. Az érettségi mellett szerszámkészítõ-vizsgát tett. 1968–1971 között a Budapesti Tanítóképző Intézet hallgatója volt. 1986–1988 között az Eötvös Loránd Tudományegyetem Általános Iskolai Tanárképző Főiskolai Kar orosz szakán tanult. 1998–2000 között a Budapesti Műszaki és Gazdaságtudományi Egyetem Közoktatásszervezői szakán tanult.

### Pályafutása
1971–1980 között a soroksári Nyír Utcai Általános Iskola tanítója, 1980–1988 között igazgató-helyettese, 1989-től tanára, 1993–2003 között az iskola igazgatója volt.

### Politikai pályafutása
1973-tól az 5341. sz. Felszabadulás Úttörőcsapat csapatvezető-helyettese, 1975-től csapatvezetője volt. 1977–1989 között az MSZMP tagja volt. 1988–1989 között az MSZMP XX. kerületi Pedagógus Bizottság titkára volt. 1989-től az MSZP tagja. 1990-től az MSZP XX. kerületi elnöke. 1994–2002 között országgyűlési képviselő (1994–1998: Budapest) volt. 1994–2002 között az Emberi jogi, kisebbségi és vallásügyi bizottság tagja volt. 1998-ban az Ügyrendi bizottság tagja volt. 1998–2002 között a Nők jogaival foglalkozó vegyes albizottság elnöke volt. 2002-ben országgyűlési képviselőjelölt volt. 2002-től önkormányzati képviselő.

## Családja
Szülei: Aknai Károly (1920–1988) és Tátrai Elvira (1915-?) voltak. 1978-ban házasságot kötött Kristyán Róberttel. Egy fiuk született: Róbert (1978).

## Díjai
- Soroksár Gyermekeiért Kitüntetés (2003)[3]
- Soroksárért Érdemrend (2005)[3]
- Aranydiploma (2021)